# Vomolailai Island
Vomolailai Island är en ö i Fiji.   Den ligger i divisionen Västra divisionen, i den nordvästra delen av landet, 150 km nordväst om huvudstaden Suva.